# Broliq
Broliq (albanisch auch Brolaj, serbisch Бролић Brolić) ist ein Dorf in der kosovarischen Gemeinde Peja.

## Lage
| Dubovik  | Kryshec                                     | Rashiq   |
| Prapaqan | Kompassrose, die auf Nachbargemeinden zeigt | Kotradiq |
| Lumbardh | Irzniq                                      | Dashinoq |

## Geschichte
Das Dorf wurde als Grenzdorf mit dem Dorf Prapaqan erwähnt vor 680 Jahren in einem Dokument des Klosters von Deçan, allerdings taucht der Name des Dorfes nicht im türkischen Register von 1485 auf. Im Dorf befindet sich die Turmresidenz von Ali Osman, die Ali-Osman-Kulla, aus dem 19. Jahrhundert. Sie wurde für die Aufnahme in die Liste der Kulturdenkmäler des Kosovo vorgeschlagen.

## Bevölkerung
Die Volkszählung in der Republik Kosovo vom 1. April 2011 ergab, dass in dem Dorf Broliq 559 Menschen wohnten, die sich zu etwa 96 % als Albaner bezeichneten.
| Volkszählung | 1948 | 1953 | 1961 | 1971 | 1981 | 1991 | 2011 |
| ------------ | ---- | ---- | ---- | ---- | ---- | ---- | ---- |
| Einwohner    | 607  | 506  | 512  | 573  | 705  | 740  | 559  |

## Persönlichkeiten
- Sali Çekaj (1956–1999), Kommandant der UÇK